# Colibrí inca de Bonaparte
El colibrí inca de Bonaparte (Coeligena bonapartei) és una espècie d'ocell de la família dels troquílids (Trochilidae) que habita zones forestals des de l'est de Colòmbia fins a l'oest de Veneçuela.